# دونالد غاريت
دونالد غاريت (بالإنجليزية: Donald Garrett)‏ هو موسيقي أمريكي، ولد في 28 فبراير 1932 في إل دورادو في الولايات المتحدة، وتوفي في 4 أغسطس 1989 في شيكاغو في الولايات المتحدة.

## وصلات خارجية
- دونالد غاريت على موقع ميوزك برينز (الإنجليزية)
- دونالد غاريت على موقع أول ميوزيك (الإنجليزية)
- دونالد غاريت على موقع ديسكوغز (الإنجليزية)